# Marthe Richard, au service de la France
Pour plus de détails, voir Fiche technique et Distribution.
Marthe Richard, au service de la France est un film d'espionnage français de Raymond Bernard, réalisé en 1937 et qui s'inspire des mémoires affabulés de Marthe Richard, Ma vie d'espionne au service de la France.

## Synopsis
L'histoire de Marthe Richard, une espionne alsacienne au service de la France durant la Première Guerre mondiale....

## Fiche technique
- Titre : Marthe Richard, au service de la France
- Titres secondaires : Marthe Richard, espionne au service de la France / Marthe Richard l'espionne / La Grande Désillusion[1]
- Réalisation : Raymond Bernard, assisté de : Lucien Grumberg[2]
- Scénario : Bernard Zimmer, d'après l'œuvre originale du commandant Ladoux
- Dialogues : Bernard Zimmer
- Son : Antoine Archimbaud
- Chef-opérateur : Charles Bauer, Robert Lefebvre
- Musique : Arthur Honegger, direction Roger Désormière
- Montage : Charlotte Guilbert
- Société de production : Paris Film
- Pays :  France
- Format : Son mono  - Noir et blanc - 35 mm  - 1,37:1
- Genre : Film dramatique
- Sortie en France : 20 avril 1937

## Distribution
- Edwige Feuillère : Marthe Richard
- Erich von Stroheim : Von Ludow
- Jean Galland : Von Falken
- Délia Col : Mata Hari
- Marcel André : le commandant Remont
- René Bergeron : l'agent français déguisé en prêtre
- Fernand Bercher : André
- Marcel Dalio : Pedro
- Liliane Lesaffre : la tenancière
- Jean Joffre : Charles Richard, père de Marthe
- Marthe Mellot : madame Richard, mère de Marthe
- Georges Saillard : un général
- Christian Argentin : un amiral
- Pierre Juvenet : un parlementaire
- Jacques Berlioz : l'amiral qui préside la cour martiale
- Noël Roquevert (non crédité) : un officier de marine
- Lucien Blondeau : le chef du deuxième bureau allemand
- Jacques Henley : le conseiller de l'Empereur
- Ernest Ferny : le commandant du sous-marin